# 夢工廠電視

夢工廠電視（DreamWorks Television）是美國的一家電視製作公司，位於加利福尼亞州環球市。2013年，該公司被整合入安培林電視。夢工廠電視成立於1994年12月。

## 外部連結
- DreamWorks Studios website 的存檔，存档日期2013-11-22.